# Валиев, Тимур Рашитович
Тимур Рашитович Валиев (27 июля 1984) — киргизский футболист, полузащитник, также имеющий российское гражданство. Выступал за сборную Кыргызстана.

## Биография

### Клубная карьера
Начал выступать на взрослом уровне в высшей лиге Кыргызстана в 2001 году в составе «Эркин-Фарма».
В 2002 году перешёл в СКА ПВО (позднее — «СКА-Шоро»), с которым в том же сезоне стал чемпионом страны, а в 2003—2005 годах — серебряным призёром. Также в 2002 и 2003 годах становился обладателем Кубка Кыргызстана. В 2006 году перешёл в «Абдыш-Ату», с которой стал серебряным призёром чемпионата. Сезон 2007 года начал в клубе «Авиатор-ААЛ», но клуб в ходе сезона прекратил существование и игрок вернулся в «Абдыш-Ату». В составе команды из Канта — серебряный призёр чемпионата Кыргызстана 2007 и 2008 годов, обладатель Кубка страны 2007 года.
В 2009 году играл на любительском уровне в России. В 2010—2011 годах выступал в чемпионате Кыргызстана за «Алгу», причём в 2011 году был заявлен уже как гражданин России. Летом 2011 года выехал в Россию на ПМЖ.

### Карьера в сборной
В национальной сборной Кыргызстана дебютировал 13 октября 2004 года в матче против Таджикистана, заменив на 68-й минуте Владимира Сало. В 2006 году принимал участие в Кубке вызова АФК, сыграл на турнире два матча, а его команда стала бронзовым призёром. Последний матч провёл 27 апреля 2008 года против Омана.
Всего в 2004—2008 годах сыграл за сборную Кыргызстана 11 матчей.
В составе олимпийской сборной Кыргызстана принимал участие в Азиатских играх 2006 года в Катаре.